# Prirodoslovno-matematički fakultet u Splitu
Prirodoslovno-matematički fakultet u Splitu (akr. PMF), visoko učilište u sastavu Sveučilišta u Splitu.

## Odjeli fakulteta
- Odjel za biologiju
- Odjel za fiziku
- Odjel za informatiku
- Odjel za kemiju
- Odjel za matematiku
- Odjel za politehniku
- Samostalna katedra za DHZ

## Vanjske poveznice
- Službene stranice  Arhivirana inačica izvorne stranice od 15. srpnja 2014. (Wayback Machine)